# Alan Caillou
Alan Caillou, pseudonimo di Alan Lyle-Smythe (Surrey, 9 novembre 1914 – Sedona, 1º ottobre 2006), è stato un attore e sceneggiatore inglese, che ha vissuto anche negli USA.

## Biografia
Ha iniziato a recitare a partire dal 1959, e l'anno precedente, 1958 aveva iniziato a lavorare anche come sceneggiatore.
Tra i ruoli cinematografici, vi è quello di Emile in Herbie al rally di Montecarlo.

## Filmografia

### Attore

#### Cinema
- La carovana dei coraggiosi (The Fiercest Heart), regia di George Sherman (1961)
- Cinque settimane in pallone (Five Weeks in a Balloon), regia di Irwin Allen (1962)
- I cinque volti dell'assassino (The List of Adrian Messenger), regia di John Huston (1963)
- Clarence, il leone strabico (Clarence, the Cross-Eyed Lion), regia di Andrew Marton (1965)
- Strani compagni di letto (Strange Bedfellows), regia di Melvin Frank (1965)
- Rancho Bravo (The Rare Breed), regia di Andrew V. McLaglen (1966)
- La brigata del diavolo (The Devil's Brigade), regia di Andrew V. McLaglen (1968)
- Uomini d'amianto contro l'inferno (Hellfighters), regia di Andrew V. McLaglen (1968)
- Un mucchio di bastardi (The Losers), regia di Jack Starrett (1970)
- Tutto quello che avreste voluto sapere sul sesso* *ma non avete mai osato chiedere (Everything You Always Wanted to Know About Sex* *but Were Afraid to Ask), regia di Woody Allen (1972)
- Dixie Dinamite & Patsy Tritolo (Dixie Dynamite), regia di Lee Frost (1976)
- Herbie al rally di Montecarlo (Herbie Goes to Monte Carlo), regia di Vincent McEveety (1977)
- La spada a tre lame (The Sword and the Sorcerer), regia di Albert Pyun (1982)
- I pirati della galassia (The Ice Pirates), regia di Stewart Raffill (1984)

#### Televisione
- Sugarfoot – serie TV, episodio 3x03 (1959)
- Maverick – serie TV, episodio 2x23 (1959)
- Have Gun - Will Travel – serie TV, episodio 3x07 (1959)
- Avventure in paradiso (Adventures in Paradise) – serie TV, episodi 1x30-2x32 (1960-1961)
- Thriller – serie TV, 3 episodi (1960-1962)
- Surfside 6 – serie TV, episodio 1x21 (1961)
- Hong Kong – serie TV, episodio 1x18 (1961)
- Ben Casey – serie TV, episodio 1x24 (1962)
- The Dick Powell Show – serie TV, episodio 1x20 (1962)
- Ensign O'Toole – serie TV, episodi 1x10-1x20 (1962-1963)
- Bonanza – serie TV, episodi 4x07-11x16 (1962-1970)
- Gli inafferrabili (The Rogues) – serie TV, episodi 1x14-1x16 (1964-1965)
- La legge di Burke (Burke's Law) – serie TV, episodi 2x20-3x10 (1965)
- Tarzan – serie TV, 5 episodi (1966)
- Codice Gerico (Jericho) – serie TV, episodi 1x11-1x14 (1966)
- Agenzia U.N.C.L.E. (The Girl from U.N.C.L.E.) – serie TV, episodi 1x14-1x25 (1966-1967)
- Io e i miei tre figli (My Three Sons) – serie TV, episodi 12x02-12x03-12x04 (1971)
- Le strade di San Francisco (The Streets of San Francisco) – serie TV, 1 episodio (1973)